# Torrent du Grépon
Le torrent du Grépon est un torrent de France situé en Haute-Savoie, à Chamonix-Mont-Blanc.

## Géographie
Il prend sa source au glacier des Nantillons, au pied de l'aiguille du Grépon, sur l'ubac des aiguilles de Chamonix, vers 2 400 mètres d'altitude. Descendant la montagne de Blaitière en direction du nord-ouest, il franchit le Grand Balcon Nord, pénètre dans la forêt et passe au pied de l'entrée aval du tunnel du Grépon sur la ligne du chemin de fer du Montenvers. Là, son cours s'incurve vers l'ouest en arrivant dans le fond de la vallée. Historiquement, la confluence avec l'Arve se trouvait dans le bourg de Chamonix, en aval du hameau des Mouilles. Depuis des travaux d'aménagement dans le secteur du Biollay en lien avec des infrastructures touristiques (pistes de ski, remontées mécaniques, parking, etc.) et l'urbanisation de la vallée, son cours est dévié, canalisé en souterrain jusqu'au torrent de Blaitière plus au sud dans lequel il se jette au niveau des Praz Conduits et qui rejoint lui-même l'Arve en aval du bourg de Chamonix.
Des projets de renaturation avec le réaménagement de la place du Mont-Blanc pourrait toutefois voir le Grépon reprendre son cours historique.